# Zygophlaeoba foveopunctata
Zygophlaeoba foveopunctata is een rechtvleugelig insect uit de familie veldsprinkhanen (Acrididae). De wetenschappelijke naam van deze soort is voor het eerst geldig gepubliceerd in 1914 door Ignacio Bolívar.